# Al Kifl
Al Kifl (em árabe: الكفل; também conhecida como Kifl) é uma cidade no sudeste do Iraque, no rio Eufrates , entre Najaf e Al Hillah.  A população local e perto da cidade é de cerca 18.700 em 2009 e 22800 em 2018.  Kifl é o local de uma tumba que se diz ser do homem sagrado Dhul-Kifl, que se acredita ser o profeta bíblico Ezequiel .  Um projeto para renovar a tumba e desenvolvê-la como uma atração turística provou ser controverso.

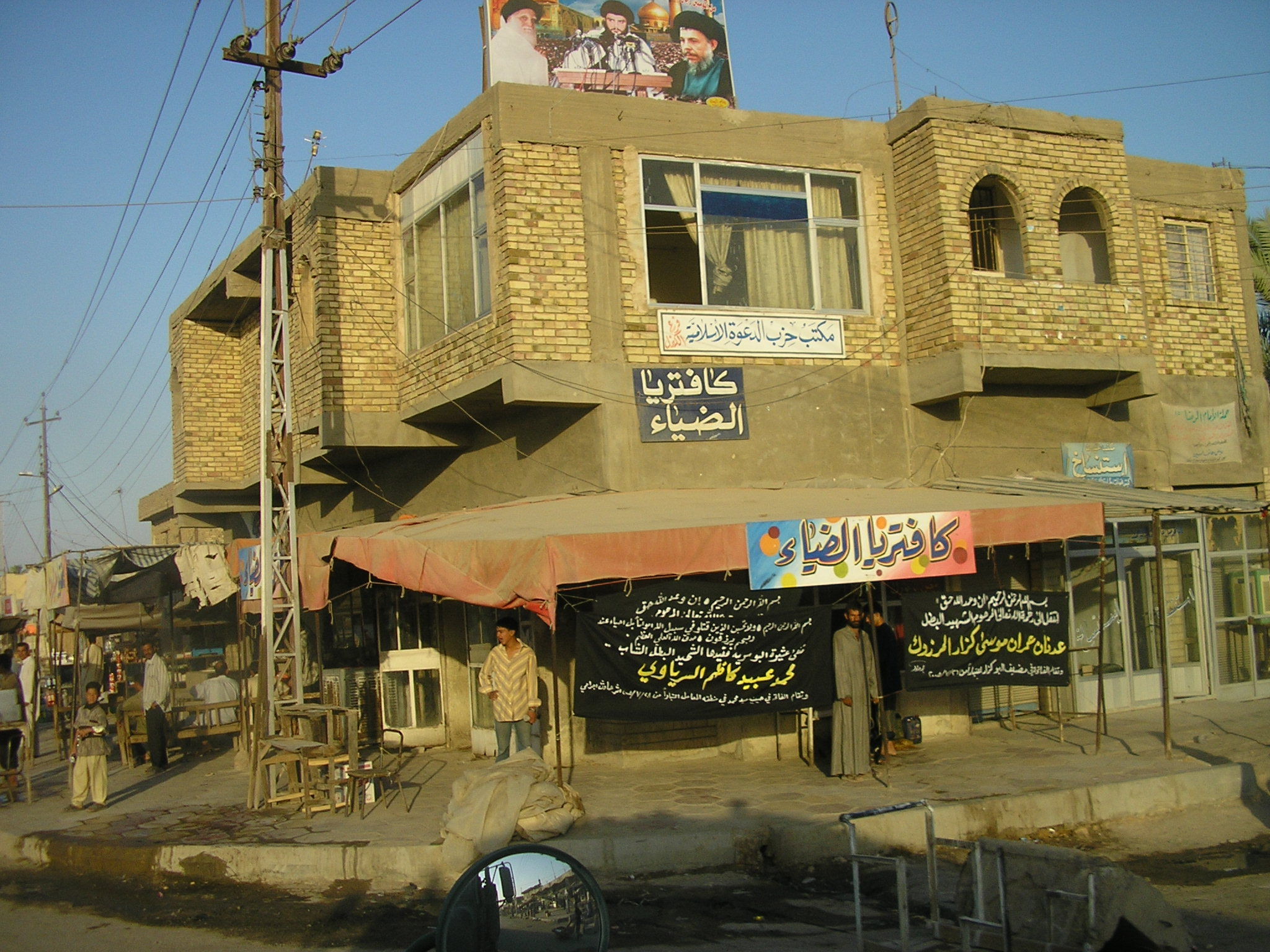
Linha de vendedores na estrada principal de Kifl

Antigo minarete em Kifl